# Гоголь-центр
«Го́голь-центр» — театральный центр, созданный режиссёром Кириллом Серебренниковым на базе расформированного Московского драматического театра имени Н. В. Гоголя.

## История
7 августа 2012 года новым художественным руководителем Московского драматического театра им. Н. В. Гоголя был назначен режиссёр Кирилл Серебренников. Уже в сентябре 2012 года было объявлено о планах Серебренникова о расформировании театра и превращении его в «Гоголь-центр».
В «Гоголь-центре» работали вместе четыре резидента, разные театральные группы, которые показывали собственные проекты и общими силами создавали спектакли, входившие в репертуар театра: Студия «SounDrama», «Седьмая студия», Компания современного танца Евгения Кулагина и Ивана Евстигнеева «Диалог Данс» (Кострома) и труппа МДТ им. Н. В. Гоголя.
«Гоголь-центр» строился по принципу свободного общественного пространства, и здесь, помимо спектаклей,  проходили кинопоказы, лекции, дискуссии, концерты и выставки. Также в «Гоголь-центре» работал книжный магазин «Гоголь books» и кафе «N», открытые для посетителей в течение всего дня. Зрителей зазывали в зал громким колокольчиком, с которым появлялся в фойе сотрудник театра, билеты проверяли непосредственно на входе в зал.
На открытие «Гоголь-центра» 2—3 февраля 2013 года прошёл перформанс «00:00», в котором приняли участие все резиденты театра. Бывший на открытии Олег Табаков пошутил, что Серебренников начинает свой театр «не с нуля».
В первом сезоне-2012/13 в «Гоголь-центре» было выпущено 6 «платформовских» премьер (три в большом зале и три — в малом) по произведениям классиков, состоялось множество концертов, дискуссий и других значимых событий.
В сезоне-2013/14 годов вышло 13 новых спектаклей, также открылась первая в России специализированная Театральная медиатека — в ней зрители могут в свободном режиме посмотреть видеозаписи спектаклей со всего мира.
1 и 2 ноября 2013 года в «Гоголь-центре» российскими премьерами фильмов «Мёбиус» (режиссёр — Ким Ки Дук) и «Жизнь Адель» (режиссёр — Абделатиф Кешиш; «Золотая пальмовая ветвь» Каннского фестиваля 2013 года) открылась программа «Гоголь-кино», в рамках которой в театре проходят показы главных хитов европейских кинофестивалей.
В декабре 2013 года Глава департамента культуры Москвы Сергей Капков потребовал отменить показ фильма «Показательный процесс: История „Пусси Райот“» Майка Лернера и Максима Поздоровкина в Гоголь-центре.
В феврале 2021 года вместо Кирилла Серебренникова пост худрука занял Алексей Агранович. В том же 2021 году спектакль «Петровы в гриппе» в режиссуре Антона Фёдорова получил 8 номинаций Национальной театральной премии «Золотая маска». В конце июня 2022 года в пресс-службе Департамента культуры Москвы заявили о смене художественного руководителя и директора театра, а также о возвращении оригинального названия — Московский драматический театр имени Н. В. Гоголя.
30 июня 2022 года после завершающего сезон спектакля «Я не участвую в войне» Алексей Агранович со сцены заявил о закрытии художественного проекта: «Сегодня мы закрываем девятый сезон, сегодня мы закрываем и сам проект „Гоголь-центр“. Таковы реалии времени. Но мы говорим вам: „До свидания“». В здании был возрождён Московский драматический театр имени Н. В. Гоголя.

## Художественные руководители
- Кирилл Серебренников (август 2012 — февраль 2021)
- Алексей Агранович (26 февраля 2021  — 4 июля 2022)[13]

## Директора
- Алексей Малобродский (2012—2015)
- Анастасия Голуб (март—июль 2015)[14]
- Кирилл Серебренников (и. о. с 25 июля 2015[15], работал в должности с октября 2015 по апрель 2017 и с апреля по август 2019)[16]
- Алексей Кабешев (и. о. с 23 августа 2017 по 8 апреля 2019, утверждён в должности с 22 августа 2019, работал по июль 2022)[17]

## Репертуар «Гоголь-центра»
Спектакли
- 8 февраля 2013 года — «Отморозки» по мотивам романа Захара Прилепина «Санькя» (режиссёр — Кирилл Серебренников) — спектакль «Седьмой студии»
- 15 февраля 2013 года — Пенталогия «Гоголь. Вечера» («Гоголь. Вечера. Весна», «Гоголь. Вечера. Лето», «Гоголь. Вечера. Майская ночь, или Утопленница», «Гоголь. Вечер накануне Ивана Купала», «Гоголь. Вечера. Сорочинская ярмарка») по мотивам цикла повестей Николая Гоголя «Вечера на хуторе близ Диканьки» (режиссёр — Владимир Панков) — спектакли Студии Soundrama
- 16 февраля 2013 года — «Митина любовь» по повести Ивана Бунина (режиссёр — Владислав Наставшев, Латвия)
- 1 марта 2013 года — «Метаморфозы» по мотивам мифов Овидия (режиссёры — Давид Бобе, Кирилл Серебренников) — спектакль «Седьмой студии»
- 8 марта 2013 года — «Я, Пулемётчик» по пьесе Юрия Клавдиева (режиссёр — Владимир Панков)
- 22 марта 2013 года — Опера Юрия Лобикова «Охота на Снарка» по «агонии в 8 воплях» Льюиса Кэрролла (режиссёр — Кирилл Серебренников) — спектакль «Седьмой студии»
- 3 апреля 2013 года — «Ёлка у Ивановых» по пьесе Александра Введенского (режиссёр — Денис Азаров)
- 17 апреля 2013 года — «Братья» редакции Михаила Дурненкова по мотивам фильма Лукино Висконти «Рокко и его братья» (режиссёр — Алексей Мизгирёв)
- 25 апреля 2013 года — «Сон в летнюю ночь» по комедии Уильяма Шекспира (режиссёр — Кирилл Серебренников) — спектакль «Седьмой студии»
- 9 мая 2013 года — «Утёсов» по песням Леонида Утёсова в исполнении Дмитрия Хоронько (режиссёр — Илья Шагалов)
- 17 мая 2013 года — «Русская красавица» по роману Виктора Ерофеева (режиссёр — Женя Беркович)
- 24 мая 2013 года (первая версия) — «Идиоты» редакции Валерия Печейкина по мотивам фильма Ларса фон Триера (режиссёр — Кирилл Серебренников)
- 21 июня 2013 года — «Страх»/«Без страха» Любы Стрижак по фильму Райнера Вернера Фассбиндера «Страх съедает душу» (режиссёр — Владислав Наставшев, Латвия)
- 13 сентября 2013 года — «Машина» по пьесе Юрия Клавдиева «Пойдем, нас ждёт машина!» (режиссёр — Владимир Панков)
- 5 октября 2013 года — «Медея» по трагедии Еврипида (режиссёр — Владислав Наставшев, Латвия)
- 6 октября 2013 года — Мюзикл Стивена Сейтера и Дункана Шейка «Пробуждение весны» (режиссёр — Кирилл Серебренников) — спектакль «Седьмой студии»
- 13 ноября 2013 года — «Неврастения» Ивана Естегнеева и Евгения Кулагина — спектакль компании «Диалог Данс»
- 28 ноября 2013 года — «Гамлет» по пьесе Уильяма Шекспира (режиссёр — Давид Бобе, Франция) — спектакль «Седьмой студии»
- 27 декабря 2013 года — «Марина» по пьесе Любы Стрижак (режиссёр — Женя Беркович)
- 3 января 2014 года — спектакль-инсталляция Веры Мартыновой «Девочка со спичками» по рассказу Ханса Кристиана Андерсена
- 26 января 2014 года — «Мёртвые души» по повести Николая Гоголя (режиссёр — Кирилл Серебренников)
- 15 марта 2014 года — «Двор» по пьесе Елены Исаевой (режиссёр — Владимир Панков)
- 27 мая 2014 года — спектакль-«бродилка» по скрытым от зрительских глаз помещениям театра «S.T.A.Л.K.E.R.» Нины Беленицкой по первой версии сценария фильма Андрея Тарковского «Сталкер» (режиссёр — Евгений Григорьев)
- 13 июня 2014 года — «(М)ученик» по пьесе Мариуса фон Майенбурга «Мученик» (режиссёр — Кирилл Серебренников) — спектакль «Седьмой студии»
- 28 августа 2014 года — «Девять» Валерия Печейкина по мотивам фильма Михаила Ромма «Девять дней одного года» (режиссёр — Сергей Виноградов)
- 5 сентября 2014 года — «Феи» по пьесе Ронана Шено (режиссёр — Давид Бобе, Франция) — спектакль «Седьмой студии»
- 3 марта 2015 года — «Павлик — мой Бог» по пьесе Нины Беленицкой (режиссёр — Евгений Григорьев)
- 7 марта 2015 года — «Арлекин» по пьесе Пьера Карле де Шамблен де Мариво «Арлекин, воспитанный любовью» (режиссёр — Тома Жолли, Франция)
- 12 марта 2015 года — «Обыкновенная история» по роману Ивана Гончарова (режиссёр — Кирилл Серебренников)
- 20 марта 2015 года — «Озеро» по пьесе Михаила Дурненкова (режиссёр — Сергей Виноградов) — спектакль «Седьмой студии»
- 27 марта 2015 года — «Хармс. Мыр» по произведениям Даниила Хармса (режиссёр — Максим Диденко)
- 15 сентября 2015 года — «Кому на Руси жить хорошо» по поэме Николая Некрасова (режиссёр — Кирилл Серебренников)
- 19 сентября 2015 года — «Русские сказки» по «Народным русским сказкам» из собрания Александра Афанасьева (постановка — Кирилл Серебренников, режиссёры — Илья Шагалов, Александр Созонов, Женя Беркович)
- 19 января 2016 года — «Иоланта / opus» по произведениям Петра Чайковского, Альфреда Шнитке, Франсиса Пуленка, Джакомо Пуччини (режиссёры — Филипп Авдеев, Игорь Бычков, Александр Горчилин)
- 4 марта 2016 года — «Машина Мюллер» по произведениям, дневникам, письмам Хайнера Мюллера (режиссёр — Кирилл Серебренников)
- 14 мая 2016 года — «Пастернак. Сестра моя — жизнь» Бориса Пастернака (режиссёр — Максим Диденко) в рамках поэтического цикла «Звезда»
- 29 июня 2016 года — «Кафка» по пьесе Валерия Печейкина (режиссёр — Кирилл Серебренников)
- 16 октября 2016 года — «Мандельштам. Век-волкодав» (режиссёр — Антон Адасинский) в рамках поэтического цикла «Звезда»
- 4 февраля 2017 года — «Море деревьев» по пьесе Любы Стрижак (режиссёр — Филипп Авдеев)
- 8 марта 2017 года — «Кузмин. Форель разбивает лёд» (режиссёр — Владислав Наставшев) в рамках поэтического цикла «Звезда»
- 18 марта 2017 года — «Свобода № 7» (режиссёр — Илья Шагалов)
- 13 апреля 2017 года — «Молоко» по пьесе Екатерины Мавроматис (режиссёр — Денис Азаров)
- 15 сентября 2017 года — «Маленькие трагедии» по циклу пьес Александра Пушкина (режиссёр — Кирилл Серебренников)
- 30 сентября 2017 года — «Демоны» по пьесе Ларса Нурена (режиссёр — Элмарс Сеньковс)
- 10 ноября 2017 года — «Шекспир» по произведениям Уильяма Шекспира (режиссёр — Евгений Кулагин)
- 2 декабря 2017 года — «Персона» по одноимённому фильму Ингмара Бергмана (режиссёр Лера Суркова)
- 3 декабря 2017 года — «Ахматова. Поэма без героя» по поэме Анны Ахматовой (режиссёр — Кирилл Серебренников) в рамках поэтического цикла «Звезда»
- 15 января 2018 года — «Маяковский. Трагедия» (режиссёр — Филипп Григорьян) в рамках поэтического цикла «Звезда»
- 5 декабря 2018 года — «Мизантроп» по пьесе Мольера в редакции Дмитрия Быкова (режиссёр — Элмарс Сеньковс)
- 25 декабря 2018 года — «Барокко» (режиссёр — Кирилл Серебренников)
- 17 мая 2018 года — «Две комнаты» (режиссёр — Евгений Кулагин)
- 7 сентября 2018 года (вторая версия) — «Идиоты» Валерия Печейкина по мотивам фильма Ларса фон Триера (режиссёр — Кирилл Серебренников)
- 20 февраля 2019 года — «Боженька» по пьесе Валерия Печейкина (режиссёр — Никита Кукушкин)
- 27 февраля 2019 года — «Спящая красавица» (режиссёры — Анна Абалихина, Иван Естегнеев)
- 23 марта 2019 года — «Спасти орхидею» (режиссёр — Владислав Наставшев)
- 15 сентября 2019 года — «Палачи» по пьесе Мартина Макдонаха (режиссёр — Кирилл Серебренников)
- 17 января 2020 года — «Петровы в гриппе и вокруг него» по роману Алексея Сальникова (режиссёр — Антон Фёдоров)
- 18 сентября 2020 года — «Красный крест» по роману Саши Филипенко (режиссёр — Семён Серзин)
- 25 февраля 2021 года — «Человек без имени» по произведениям князя Владимира Одоевского (режиссёры — Кирилл Серебренников, Никита Кукушкин, Пётр Айду, Александр Барменков)
- 30 апреля 2021 года — «Страх и отвращение в Москве» по мотивам романа Хантера Томпсона «Страх и отвращение в Лас-Вегасе» (режиссёр — Филипп Авдеев)
- 6 сентября 2021 года — «Декамерон» по мотивам новелл Джованни Боккаччо (режиссёр — Кирилл Серебренников)
- 5 ноября 2021 года — «Буковски» по мотивам рассказов и писем Чарльза Буковски (режиссёр — Антон Фёдоров)
- 14 января 2022 года — «Исчезнувший велосипедист» по пьесе Константина Костенко (режиссёр — Филипп Гуревич)
- 12 мая 2022 года — «Берегите ваши лица» по пьесе Андрея Вознесенского (режиссёр — Савва Савельев)

Концерты
- 22 декабря 2016 года — документальная постановка «Похороны Сталина» (режиссёр — Кирилл Серебренников)
- 24 апреля 2019 года — концерт-посвящение Алле Пугачевой «Наша Алла» (режиссёр — Кирилл Серебренников)
- 10 февраля 2022 года — поэтический вечер «Я не участвую в войне» к 100-летию Юрия Левитанского (режиссёр — Алексей Агранович)

## Программы «Гоголь-центра»

### Гоголь-музыка
В рамках программы «Гоголь-музыка» в «Гоголь-центре» постоянно проходят концерты ведущих российских и зарубежных музыкальных коллективов и исполнителей. Среди групп и певцов, выступавших на сцене «Гоголь-центра» — немецкий музыкант Бликса Баргельд, шведский вокалист Jay Jay Johanson, литовская певица Алина Орлова, белорусское кабаре-бэнд «Серебряная свадьба», ростовская группа «Motorama», певец и поэт Псой Короленко.
Куратор программы — актёр и музыкант Сергей Васильев.

### Гоголь+
Дискуссионный клуб «Гоголь+» проводит регулярные встречи, дискуссии и лекции на самые разные темы, от спектаклей «Гоголь-центра» до проблем общественной жизни, от ситуации в современном российском театре до основ contemporary dance. В числе гостей «Гоголь+» побывали Андрей Архангельский, Алексей Бартошевич, Константин Богомолов, Марина Давыдова, Виктор Ерофеев, Максим Ковальский, Олег Кулик, Юрий Норштейн, Захар Прилепин, Анатолий Смелянский, Татьяна Толстая, Михаил Швыдкой и многие другие режиссёры, писатели, журналисты, учёные.
Куратор программы — театральный критик Алла Шендерова.

### Гоголь-кино
Программа «Гоголь-кино» представляет первые российские показы самых резонансных европейских кинопремьер, многие из которых не доходят до широкого проката.
Куратор программы — кинокритик, обозреватель газеты «Комсомольская правда» Стас Тыркин.

### Гоголь-тема
Серия паблик-токов с ведущими российскими представителями культуры, политики, науки. Куратор программы — Катерина Гордеева.

## Протесты труппы против реформирования театра
В сентябре 2012 года было объявлено о планах Серебренникова о реформировании Театра имени Гоголя и превращении его в «Гоголь-центр».
С октября 2012 года театр перестал работать, все спектакли из репертуара были сняты, а на месте театра властями Москвы был создан Гоголь-центр.
Труппа театра взбунтовалась против назначения Серебренникова решением Главы Департамента культуры города Москвы Сергея Капкова и в открытом письме, опубликованном на сайте театра, выступила против назначения художественным руководителем режиссёра Кирилла Серебренникова без конкурса и программы. Авторы письма утверждают, что «Назначение художественным руководителем Серебренникова, призывающего к свержению принципов системы Станиславского, отрицающего русский психологический театр — это мощный толчок к гибели российского театра», а также заявляют, что назначение незаконно, поскольку у Серебренникова нет высшего театрального специального образования.
К. Серебренников, так и не встретившись с труппой, убыл за границу.
7 сентября 2012 года состоялось собрание труппы с участием представителей СМИ, где актёры сообщили о том, что директор вызывает их по одному на «беседы» с предложением уволиться по собственному желанию, а с 1 октября собирается закрыть и сам театр на «ремонт» неизвестной продолжительности. А. А. Малобродский, принявший участие в дискуссии, этого не отрицал. Объяснить суть своих претензий к актёрам, которых он собирается уволить, новый директор также не смог, только сообщил, что представляет интересы Департамента культуры г. Москвы.
Участники собрания требовали от правительства Москвы соблюдения российских законов, сохранения театра и назначения нового руководства, как положено, по конкурсу.
Также была зачитана телеграмма из Берлина от К. С. Серебренникова, которая заканчивалась словом «ура!».
Актёры и сотрудники Театра имени Гоголя 23 сентября в 15.00 вышли на согласованный с властями митинг. Акция состоялась на Гоголевском бульваре в Москве, возле памятника Н. В. Гоголю.
«Московский драматический театр им. Н. В. Гоголя приговорён чиновниками к уничтожению. Под предлогом ремонта здания театра нам не позволяют играть спектакли. Артистам театра без всяких оснований предложено уволиться», — говорится в сообщении труппы.
«Чиновникам не нужен Театр, им необходимо здание под очередной культурно-развлекательный центр, приносящий ежеминутную прибыль. Мы — первые. В списке на уничтожение ещё 20 московских театров. Эта так называемая реформа Департамента культуры может положить начало гибели Русского репертуарного театра! Мы протестуем против произвола чиновников».
Под сообщением подписались актёры театра, сообщила в сентябре 2012 года радиостанция «Говорит Москва».